# Iglesia de San Martín (Mota del Marqués)
La iglesia de San Martín es una iglesia católica, dedicada a San Martín de la localidad de Mota del Marqués, en la provincia de Valladolid, comunidad autónoma de Castilla y León, España. 

## Descripción
La iglesia parroquial de San Martín se encuentra situada en el centro de la localidad, junto al palacio de los Ulloa, entre la plaza del Corro del Palacio, la calle de las Ánimas y la de San Martín. Fue proyectada por Rodrigo Gil de Hontañón en torno a 1540, concluyéndose su construcción en 1558.
El edificio consta de tres naves de igual altura separadas por pilares cilíndricos con pilares toscanos. Las naves están divididas en tres tramos, siendo más ancha la central, que remata con ábside pentagonal mientras que las laterales lo hacen en testero plano.
Las bóvedas son de crucería con diagonales, terceletes y combados, siendo más sencillas las laterales y con estrella de cinco puntas la del ábside.
En el exterior destaca la portada situada en la fachada sur, la torre y el fuerte volumen del edificio, realizado en sillería cubierta con teja árabe a dos aguas.
Recibió la catalogación de BIC el 18 de noviembre de 1993.